# Deltorhynchus spinosus
Deltorhynchus spinosus är en insektsart som beskrevs av Delong 1943. Deltorhynchus spinosus ingår i släktet Deltorhynchus och familjen dvärgstritar. Inga underarter finns listade i Catalogue of Life.